# Здание Уфимского мужского духовного училища

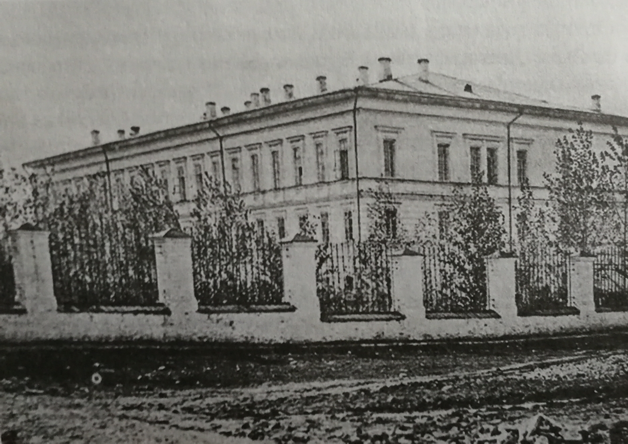
Здание Уфимского мужского духовного училища (1900 г.)

Здание Уфимского мужского духовного училища — здание, построенное в 1879—1884 гг в городе Уфе для духовного училища.Ныне в здании находится биологический факультет Башкирского государственного университета.

## История
Уфимское мужское духовное духовное было открыто в 1818 году и до 1873 года находилось в здании семинарии.
В 1873 году для духовного училища у Кафедрального собора был выкуплен небольшой дом Парулиной на углу улиц Ханыковской и Ильинской (ныне Гоголя, 13 и Валиди).

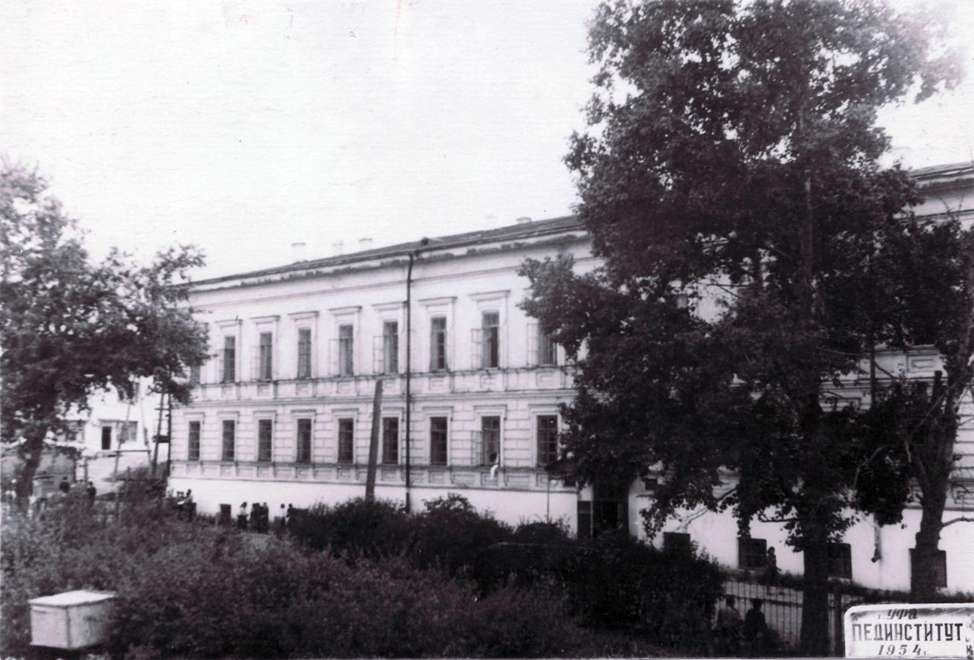
Башкирский государственный педагогический институт им.К.А.Тимирязева (1954 г.)

Работы по строительству нового здания для училища начались в 1879 году. За ходом строительства следили специальная  комиссия и уфимский  архитектор К. Н. Кондрунцев. Кирпичная кладка была выполнена подрядчиком Семёном Ларионовым, а плотницкие работы — Косьмой Хаевым. Деньги на строительство выделил  Св. Синод.
Главное здание построено в строгом стиле позднего классицизма. Дворовый фасад декорирован так же, как и уличный.
В сентябре 1884 года училище переехало в новое здание.
В 1891 году училище обнесли каменной стеной. Кроме главного здания здесь были общежитие, баня, больница.
1 октября 1885 г. епископом Уфимским и Мензелинским Дионисием была освящена церковь во имя Св. Великомученика Дмитрия Солунского.
В 1909—1910 гг. в училище было четыре отделения, 3 библиотеки и общежитие.

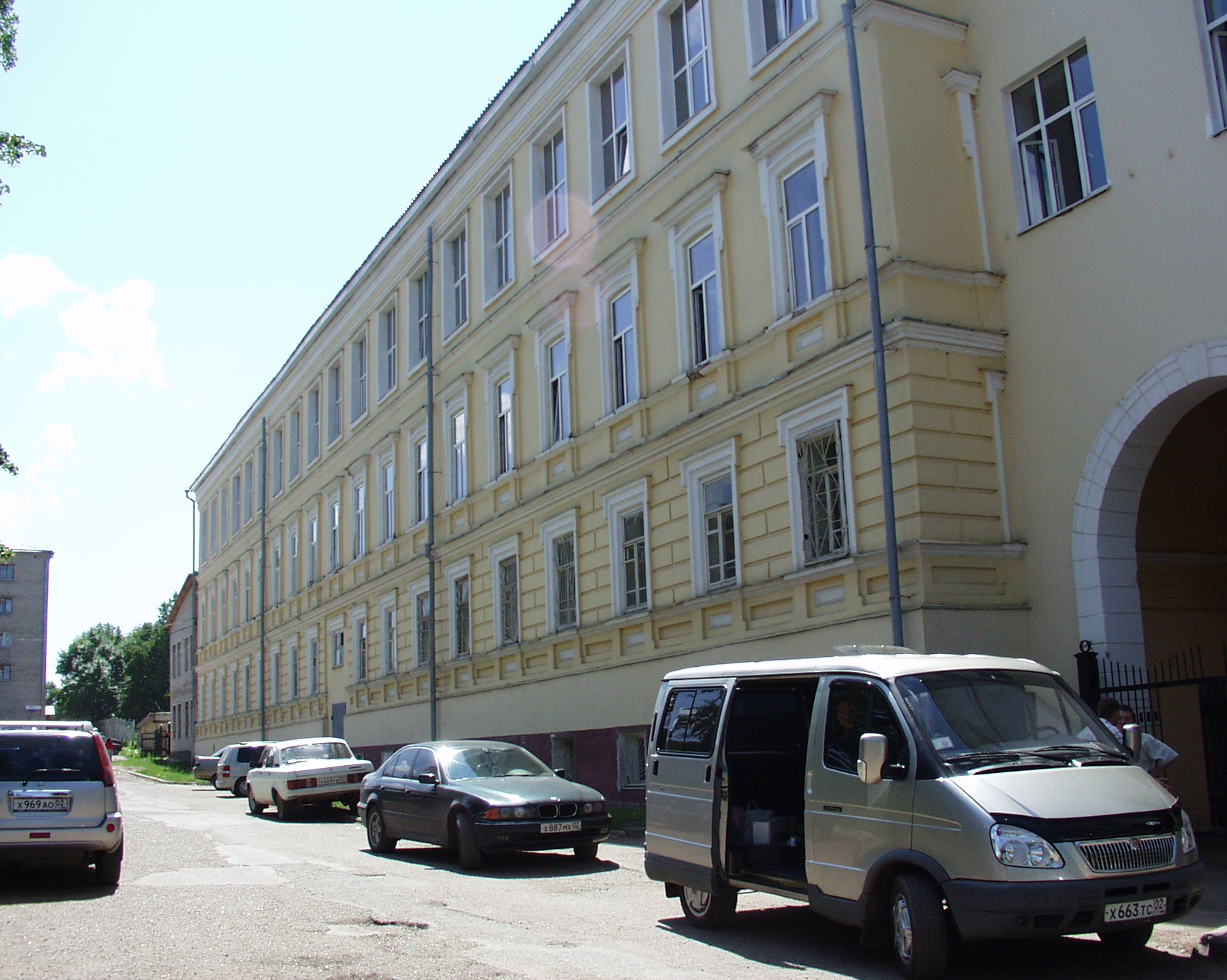
Здание бывшего Уфимского мужского духовного училища.Ныне биофак БашГУ

Во время Первой мировой войны главный корпус был отдан под казармы и военный лазарет. Занятия проводились в здании Уфимского епархиального женского училища (ныне Клинический госпиталь для ветеранов войны  на ул.Тукаева).
Во время Гражданской войны в 1918—1919 годах Уфа несколько раз переходила то в руки красных, то в руки белых. Занятия в школах почти не велись.
В августе 1919 года Уфимский губернский ревком принял постановление о закрытии училища. В этом здании работало практическое (сельскохозяйственное) отделение учительского института ( позже колхозный техникум).
В 1940-х гг. здание было передано Башкирскому государственному педагогическому институту имени К. А. Тимирязева. На проезжей части по улице Гоголя были построены подсобные помещения завода имени Кирова (закрыт в 1990-е гг).
В ноябре 1957 года на базе педагогического института был создан Башкирский государственный университет. В середине 1970-х годов над зданием Духовного училища был надстроен третий этаж. В здании Духовного училища ныне располагается биологический факультет  БашГУ.
Объект культурного наследия России регионального значения.